# Bryan Young (Eishockeyspieler)
Bryan William Young (koreanisch 브라이언 영; * 6. August 1986 in Ennismore, Ontario) ist ein ehemaliger kanadischer Eishockeyspieler mit südkoreanischer Staatsbürgerschaft, der im Verlauf seiner aktiven Karriere zwischen 2003 und 2020 unter anderem 180 Spiele in der American Hockey League (AHL) auf der Position des Verteidigers bestritten hat. Zudem absolvierte Young, der insgesamt zehn Jahre in Südkorea spielte, insgesamt 17 Partien in der National Hockey League (NHL). Sein Cousin Michael Swift war ebenfalls professioneller Eishockeyspieler und eingebürgerter Südkoreaner.

## Karriere
Young spielte während seiner Juniorenzeit zwischen 2003 und 2006 für die Peterborough Petes in der Ontario Hockey League. Bereits im NHL Entry Draft 2004 – nach Beendigung seiner ersten OHL-Saison – war der Verteidiger in der fünften Runde an 146. Stelle von den Edmonton Oilers aus der National Hockey League ausgewählt worden. Young verblieb aber noch zwei weitere Jahre in Peterborough und gewann in seiner letzten Saison dort mit dem Team den J. Ross Robertson Cup.
Im Anschluss unterzeichnete Young einen Dreijahresvertrag bei den Edmonton Oilers, die ihn im Verlauf der Spielzeit 2006/07 bei den Milwaukee Admirals und Wilkes-Barre/Scranton Penguins in der American Hockey League sowie den Stockton Thunder in der ECHL einsetzten, da sie selbst kein eigenes Farmteam für ihre Nachwuchsspieler besaßen. Im Verlauf der Spielzeit wurde Young dann in den NHL-Kader der Oilers berufen und absolvierte 15 Partien. Ab der folgenden Saison war der Abwehrspieler für die Springfield Falcons in der AHL aktiv, die fortan als Kaderschmiede Edmontons fungierten. Young spielte bis zum Sommer 2010 für das Team und dessen Partner, die Stockton Thunder in der ECHL.
Im Juli 2010 wechselte der vertragslose Verteidiger nach Südkorea und heuerte bei High1 aus der supranationalen Asia League Ice Hockey an. In der Saison 2011/12, in der auch sein Cousin Michael Swift zum Team stieß, wurde Young zum besten Offensiv-Verteidiger der Liga gewählt. Nach sieben Spielzeiten bei High1 wechselte der Abwehrspieler im Juni 2017 zum Ligakonkurrenten Daemyung Killer Whales, wo er insgesamt drei Jahre aktiv war. Im Sommer 2020 beendete Young seine aktive Karriere.

### International
Young wurde im Januar 2014 eingebürgert und war dadurch, dass er zu diesem Zeitpunkt bereits zwei komplette Spielzeiten bei einem südkoreanischen Team verbracht hatte und zuvor keine internationalen Einsätze für die kanadische Eishockeynationalmannschaft zu verzeichnen hatte, fortan für die südkoreanische Eishockeynationalmannschaft spielberechtigt. Im Rahmen der Weltmeisterschaft der Division IA 2014 gab er sein Debüt für Südkorea. Young konnte in lediglich zwei Turnierspielen keine Scorerpunkte beisteuern und damit den Abstieg in die Gruppe B der Division I auf heimischen Eis in Goyang nicht verhindern. Mit seinem Cousin Michael Swift und Brock Radunske gehörten zwei weitere gebürtige Kanadier zum südkoreanischen WM-Aufgebot. Nachdem ohne ihn 2015 der Wiederaufstieg in die A-Gruppe der Division I gelungen war, spielte er dort bei den Weltmeisterschaften 2016 und 2017, als erstmals der Aufstieg in die Top-Division gelang. Zudem stand er für Südkorea bei den Winter-Asienspielen 2017 auf dem Eis, als hinter Kasachstan der zweite errungen wurde.

## Erfolge und Auszeichnungen
- 2006 J.-Ross-Robertson-Cup-Gewinn mit den Peterborough Petes
- 2012 Bester Offensiv-Verteidiger der Asia League Ice Hockey

### International
- 2017 Silbermedaille bei den Winter-Asienspielen
- 2017 Aufstieg in die Top-Division bei der Weltmeisterschaft der Division I, Gruppe A

## Karrierestatistik

### International
Vertrat Südkorea bei:
| - Weltmeisterschaft der Division IA 2014 - Weltmeisterschaft der Division IA 2016 - Winter-Asienspiele 2017 | - Weltmeisterschaft der Division IA 2017 - Olympischen Winterspielen 2018 - Weltmeisterschaft 2018 |

(Legende zur Spielerstatistik: Sp oder GP = absolvierte Spiele; T oder G = erzielte Tore; V oder A = erzielte Assists; Pkt oder Pts = erzielte Scorerpunkte; SM oder PIM = erhaltene Strafminuten; +/− = Plus/Minus-Bilanz; PP = erzielte Überzahltore; SH = erzielte Unterzahltore; GW = erzielte Siegtore; 1 Play-downs/Relegation; Kursiv: Statistik nicht vollständig)